# Synacra atracta
Synacra atracta är en stekelart som beskrevs av Macek 1995. Synacra atracta ingår i släktet Synacra, och familjen hyllhornsteklar. Arten är reproducerande i Sverige.